# Militärrat für Gerechtigkeit und Demokratie
Der Militärrat für Gerechtigkeit und Demokratie (arabisch المجلس العسكري للعدالة والديمقراطية, DMG al-maǧlis al-ʿaskarī li-l-ʿadāla wa-d-dīmuqrāṭīya, franz. Conseil militaire pour la justice et la démocratie), eine Junta aus 17 Offizieren, war nach dem Militärputsch vom 3. August 2005 höchstes Staatsorgan Mauretaniens. Vorsitzender des Rates war Oberst Ely Ould Mohamed Vall. Im März 2007 übergab der Militärrat die Macht an den gewählten Präsidenten Sidi Mohamed Ould Cheikh Abdallahi.

## Mitglieder
|  | Name                               | Term of office | Term of office | Political party                            |
|  | ---------------------------------- | -------------- | -------------- | ------------------------------------------ |
|  | Ely Ould Mohamed Vall              | 2005           | 2007           | Military Council for Justice and Democracy |
|  | Mohamed Ould Abdel Aziz            | 2005           | 2007           | Military Council for Justice and Democracy |
|  | Mohamed Ould Ghazouani             | 2005           | 2007           | Military Council for Justice and Democracy |
|  | Abderrahmane Ould Boubacar         | 2005           | 2007           | Military Council for Justice and Democracy |
|  | Ahmed Ould Bekrine                 | 2005           | 2007           | Military Council for Justice and Democracy |
|  | Sogho Alassane                     | 2005           | 2007           | Military Council for Justice and Democracy |
|  | Ghoulam Ould Mohamed               | 2005           | 2007           | Military Council for Justice and Democracy |
|  | Sidi Mohamed Ould Cheikh El Alem   | 2005           | 2007           | Military Council for Justice and Democracy |
|  | Negri Felix                        | 2005           | 2007           | Military Council for Justice and Democracy |
|  | Mohamed Ould Meguett               | 2005           | 2007           | Military Council for Justice and Democracy |
|  | Mohamed Ould Mohamed Znagui        | 2005           | 2007           | Military Council for Justice and Democracy |
|  | Kane Hamedine                      | 2005           | 2007           | Military Council for Justice and Democracy |
|  | Mohamed Ould Abdi                  | 2005           | 2007           | Military Council for Justice and Democracy |
|  | Ahmed Ould Ameine                  | 2005           | 2007           | Military Council for Justice and Democracy |
|  | Taleb Moustapha Ould Cheikh        | 2005           | 2007           | Military Council for Justice and Democracy |
|  | Mohamed Cheikh Ould Mohamed Lemine | 2005           | 2007           | Military Council for Justice and Democracy |
|  | Isselkou Ould Cheikh El Wely.      | 2005           | 2007           | Military Council for Justice and Democracy |

- Oberst Abderrahmane Ould Boubacar (arab. عبد الرحمن ولد بو بكر Abd ar-Rahmān walad Bū Bakr)
- Oberst Mohamed Ould Abdel Aziz (arab. محمد عبد العزيز Muhammad ʿAbd al-ʿAzīz)
- Oberst Mohamed Ould Cheikh Mohamed Ahmed (arab. محمد ولد الشيخ محمد أحمد Muhammad walad asch-Schaich Muhammad Ahmad)
- Oberst Ahmed Ould Bekrine (arab. أحمد ولد بكرين Ahmad walad Bakrīn)
- Oberst Sogho Alassane (arab. سوغو الحسن Sūghū al-Hasan)
- Oberst Ghoulam Ould Mohamed (arab. غلام ولد محمد Ghulām walad Muhammad)
- Oberst Sidi Mohamed Ould Cheikh El Alem (arab. سيدي محمد ولد الشيخ العالم Sīdī Muhammad walad asch-Schaich al-ʿĀlam)
- Oberst Negri Felix (arab. نغري فليكس Naghrī Filīks)
- Oberst Mohamed Ould Meguett (arab. محمد ولد مكت Muhammad walad Makkat)
- Oberst Mohamed Ould Mohamed Znagui (arab. محمد ولد محمد ازناكي Muhammad walad Muhammad Aznākī)
- Oberst Kane Hamedine (arab. كان حامدين Kān Hāmidīn)
- Oberst Mohamed Ould Abdi (arab. محمد ولد عبدي Muhammad walad ʿAbdī)
- Oberst Ahmed Ould Ameine (arab. أحمد ولد آمين Ahmad walad Āmīn)
- Oberst Taleb Moustapha Ould Cheikh (arab. الطالب مصطفى ولد الشيخ at-Tālib Mustafā walad asch-Schaich)
- Oberst Mohamed Cheikh Ould Mohamed Lemine (arab. محمد الشيخ ولد محمد الأمين Muhammad asch-Schaich walad Muhammad al-Amīn)
- Kapitän zur See Isselkou Ould Cheikh El Wely (arab. إسلك ولد الشيخ الولي Isalku walad asch-Schaich al-Walī)